# École militaire de Chorrillos
L'école militaire de Chorrillos (en espagnol : Escuela Militar de Chorrillos) est l'institution chargée de l'instruction des futurs officiers de l'armée péruvienne .
L'école a été ouverte en 1830 sous le premier gouvernement d' Agustín Gamarra. Elle a été établie en 1888 à Chorrillos, dans la province de Lima, d'où son nom.
Des officiers français ont chapeauté l'institution dans le cadre d'un accord franco-péruvien, dans le but de moderniser l'armée péruvienne. Plusieurs missions se sont succédé de 1896 à 1943 avec deux interruptions de 1914 à 1919 et de 1924 à 1932.
Il s'agit de l'alma mater de Manuel Noriega, ancien président du Panama  (1962) et d'Hugo Chávez, ancien président du Venezuela (1974).
L'institution comprend une école commando. En 1997, pour les besoins de celle-ci, une réplique de la résidence diplomatique japonaise y a été secrètement construite afin de préparer l'opération Chavin de Huantar qui a mis fin à la crise des otages à l'ambassade japonaise. En 2008, la réplique existe toujours et est considéré comme un monument dédié à ceux qui ont participé au sauvetage. Elle est parfois encore utilisée pour l'entraînement.